# Dragon Attack
«Dragon Attack» — песня британской рок-группы Queen с их восьмого студийного альбома The Game, написана гитаристом Брайаном Мэем, также была выпущена на стороне «Б» британского релиза сингла «Another One Bites the Dust».
Басист группы Джон Дикон утверждал, что это его любимая песня Queen.
Трэш-метал группа Testament исполнила эту песню в качестве бонусного трека на своём альбоме 2012 года Dark Roots of Earth.

## Комментарии Queen по поводу записи альбома
|  | Как барабанщик, вы должны иметь чувство времени, чувство ритма, своего рода внутренние часы. У вас должна быть агрессия, и наконец, я бы сказал, что вам определённо нужна выносливость.Когда вы учитесь трюкам, помимо того, что вы развиваете свою выносливость, ваши мышцы привыкают к тому, что от них требуется. Когда мы записывали песню под названием «Dragon Attack», было очень тяжело работать, так как моё правое запястье не выносило такой нагрузкиРоджер Тейлор |

## В записи участвовали
- Фредди Меркьюри — ведущий вокал, бэк-вокал
- Брайан Мэй — электрогитара, бэк-вокал
- Джон Дикон — бас-гитара
- Роджер Тейлор — ударные, бэк-вокал, перкуссия